# Kummunjärvi
Kummunjärvi är en sjö i Finland. Den ligger i kommunen Kemijärvi i landskapet Lappland, i den norra delen av landet, 700 km norr om huvudstaden Helsingfors. Kummunjärvi ligger 171 meter över havet. Den är 5,8 meter djup. Arean är 1,91 kvadratkilometer och strandlinjen är 9,28 kilometer lång. Sjön  ingår i Kemi älvs huvudavrinningsområde. 